# Paulownia
Paulownia é um género botânico pertencente à família Paulowniaceae.
São nativos da China, Laos e Vietnã, e cultivados por muito tempo na  Ásia oriental, principalmente no Japão e Coreia. São árvores decíduas com 10 a 25 m de altura, com folhas pilosas (cobertas de pelos)  grandes, entre 15 a 40 cm, dispostas nas hastes de maneira oposta e alternada. As  flores, de 10 a 30 cm da largura, são tubulares de coloração violeta distribuídas em panículas, semelhantes às flores da digitalis. A fruta é uma cápsula seca, contendo milhares de sementes minúsculas.
O gênero foi nomeado em homenagem a Ana Pavlovna da Rússia (1795–1865), filha do Csar Paulo I da Rússia.

## Espécies

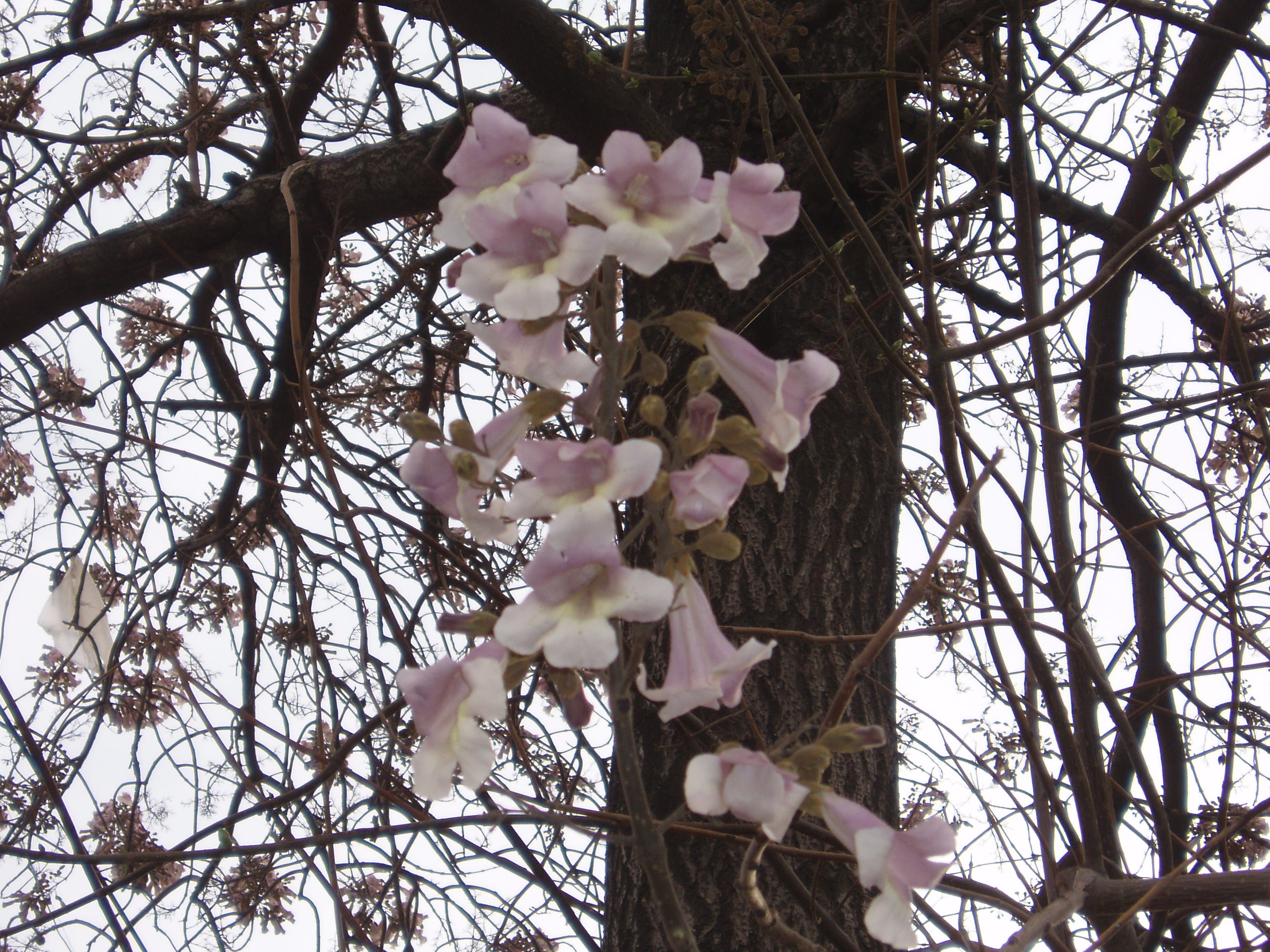
Flor da P. fortunei.

É composta por cerca de 33 espécies, mas muitas são sinonímias e infraespecíficas. Apenas 7 são reconhecidas:
- Paulownia catalpifolia
- Paulownia elongata
- Paulownia fargesii
- Paulownia fortunei
- Paulownia kawakamii
- Paulownia taiwaniana
- Paulownia tomentosa

Paulownia fortunei é uma árvore de crescimento rápido que é usada comercialmente devido a sua madeira dura.
Paulownia tomentosa foi considerada uma espécie invasora nos Estados Unidos, introduzida no sudeste do país como árvore ornamental devido às suas flores decorativas.